# 卡武埃尔尼加
卡武埃尔尼加，是西班牙坎塔布里亚的一个市镇。总面积87平方公里，总人口1120人（2001年），人口密度13人/平方公里。